# انتحاری (فیلم)
انتحاری (آلمانی: Elementarteilchen) یک فیلم در ژانر ملودرام و درام به کارگردانی اسکار روهلر محصول کشور آلمان است که در سال ۲۰۰۶ منتشر شد.

## بازیگران
- موریتس بلایبتروی
- مارتینا گدک
- فرانکا پوتنته
- نینا هوس
- اووه اوخسنکنشت
- کورینا هارفوش
- هربرت کنوپ
- یاسمین طباطبایی
- جنیفر اولریش
- میشائیل گویسدک
- تام شیلینگ